# Karl Albert Hasselbalch
 (mai 2018).
Si vous disposez d'ouvrages ou d'articles de référence ou si vous connaissez des sites web de qualité traitant du thème abordé ici, merci de compléter l'article en donnant les références utiles à sa vérifiabilité et en les liant à la section « Notes et références ».
Pour les articles homonymes, voir Hasselbach.
Karl Albert Hasselbalch, né le 1er novembre 1874 à Aastrup (en) et mort le 19 septembre 1962, est un physicien et chimiste danois. 

## Biographie
Il est un des premiers à utiliser la mesure du pH en médecine (avec Christian Bohr, père de Niels Bohr). 
Il décrit comment l'affinité du sang pour l'oxygène est dépendante de la concentration en dioxyde de carbone. 
Il est aussi le premier à déterminer le pH du sang. En 1916, il convertit l'équation de Lawrence Joseph Henderson de 1908 en une forme logarithmique connue aujourd'hui sous le nom d'équation de Henderson-Hasselbalch.
Une lettre manuscrite de ce chimiste, conservée à la bibliothèque de l'université d'Uppsala (Danemark) est consultable sur Europeana.